# Памятник воинам-землякам (Чаранг, Усть-Алданский улус)
«Памятник воинам-землякам, погибшим в годы Великой Отечественной войны (1941—1945)» — мемориальный комплекс, посвящённый памяти воинов участников Великой Отечественной войны в селе Чаранг, 1-го Хоринского наслег, Усть-Алданского улуса, Республики Саха (Якутия). Памятник истории и культуры регионального значения.

## Общая информация
После победоносного окончания Великой Отечественной войны в городах и сёлах республики Якутия стали активно возводить первые памятники и мемориалы, посвящённые павшим солдатам. Памятник воинам-землякам был установлен в самом центре села Чаранг Усть-Алданского улуса по улице Героя Бурцева на территории площади Победы. Сам памятник представляет собой центральную стелу на невысокой возвышенности и закрепленные на изгородях мемориальные плиты.

## История
1-й Хоринский наслег является одним из центральных наслегов улуса. До войны в наслеге осуществляли свою деятельность колхозы «Нэлим» и «Красный Маяк». По архивным сведениям и документам, в годы Великой Отечественной войны из наслега было отправлено на фронт 84 человека, из которых 43 погибли и пропали без вести на полях сражений. На родину к мирной жизни вернулись 41 человек, многие из них умерли в молодости от последствий тяжёлых фронтовых ранений.

## Описание памятника
Центральгую стелу памятника можно условно разделить на 3 части: левая часть — кисть руки (ладонь), средняя часть — коновязь (сэргэ) и правая часть — якутская юрта (балаган). Вся композиция установлена на бетонной площадке. К стеле проложены ступеньки. Высота коновязи 2,8 метра, в сечении он имеет форму шестигранника, форма головы лошади можно разглядеть на верхушке. Высота кисти руки 2,16 метра. Высота юрты 2 метра. В верхней части юрты нанесена надпись на якутском языке: «Сугуруйэбит кыайыыны уhансыбыт Чэрдээх илиигэ!». За стелой сооружена металлическая трехжердевая столбовая изгородь. Слева и справа от памятника также установлены металлические изгороди, на жердях которых закреплены черные памятные доски из мрамора.
В соответствии с Приказом Министерства культуры и духовного развития Республики Саха (Якутия) "Об утверждении границ территории объекта культурного наследия регионального значения «Памятник воинам-землякам, погибшим в годы Великой Отечественной войны (1941—1945)» № 60-ОКН от 04.08.2014 года, памятник внесён в реестр объектов культурного наследия народов Российской Федерации и охраняется государством.